# رکوردهای جهانی گینس
رکوردهای جهانی گینس (به انگلیسی: Guinness World Records) یا کتاب رکوردهای جهانی کتابی مرجع و دارای مجموعه‌ای از رکوردهای بین‌المللی است. این رکوردها شامل دستاوردهای انسان و  پدیده‌های طبیعی هستند. کتاب رکوردهای جهانی گینس، چاپ کشور آمریکا است و از ۱۹۵۵ تاکنون، هر سال با داده‌های به‌روز تجدید چاپ می‌شود.